# Erketu
Erketu là một chi khủng long, được Ksepka & Norell mô tả khoa học năm 2006.